# Anitápolis
Anitápolis est une ville brésilienne située dans l'est de l'État de Santa Catarina.

## Généralités
Le nom de la ville est un hommage à l'héroïne des deux mondes, Anita Garibaldi, compagne de Giuseppe Garibaldi, qui passa par le territoire de la municipalité actuelle.
Une grande partie du territoire de la municipalité a fait l'objet d'expropriations pour ses gisements de phosphates, encore jamais exploités jusqu'à aujourd'hui.

## Géographie
Anitápolis se situe par 27° 54' 07" de latitude sud et par 49° 07' 44" de longitude ouest, à une altitude de 600 mètres,.
Sa population était de 3 214 habitants au recensement de 2010. La municipalité couvre une superficie de 542 km2.
La ville se situe à 108 km au sud-ouest de la capitale de l'État, Florianópolis. Elle fait partie de la microrégion de Tabuleiro, dans la mésorégion du Grand Florianópolis.
Le climat de la municipalité est tempéré humide, avec une température moyenne oscillant entre 15 °C et 25 °C au long de l'année. Il peut occasionnellement y geler en hiver. Les précipitations annuelles sont de 1 400 à 1 600 mm.
Située sur les contreforts de la serra do Tabuleiro (partie de la serra Geral), Anitápolis comporte de vastes zones couvertes de forêt atlantique. Le relief de la municipalité est très accidenté, pouvant s'élever jusqu'à 1 300 m d'altitude,.
L'IDH de la ville était de 0,773 en 2000 (PNUD).
La ville est traversée par le rio do Povoamento, sur le cours duquel fut construite une petite usine hydro-électrique pour fournir la cité en électricité. Elle est aujourd'hui désaffectée. Les petits barrages et la chute d'eau locale servent maintenant d'aire de loisirs aux habitants.

## Histoire
Explorée très tôt par les açoriens venus de Florianópolis, la région, difficile d'accès, ne sera peuplée qu'à partir du XXe siècle.
En 1907, le gouvernement brésilien décide de créer un nouveau noyau de peuplement pour accueillir les immigrants en provenance d'Europe, en grande majorité des allemands. Ce noyau est fixé dans la vallée du rio Braço do Norte. La localité est élevée au rang de district de Palhoça en 1917, sous le nom de Núcleo Anitápolis, qui sera simplifié en Anitápolis en 1933. En 1958, elle est intégrée à la municipalité de Santo Amaro da Imperatriz. Le 19 décembre 1961, la localité devient une municipalité indépendante.
Pendant la révolution qui amena Getúlio Vargas au pouvoir, une bataille - la Batalha da Garganta - eut lieu sur les accès à la ville.
La route nommée estrada da Garganta est alors la seule liaison entre la capitale de l'État, Florianópolis, et le sud de l'État. En octobre 1930, des révolutionnaires venus du rio Grande do Sul, partisans de Getúlio Vargas prennent le chemin de Florianópolis. Des civils et des soldats de la force publique de Santa Catarina se mettent en position dans les montagnes environnantes pour encercler les révolutionnaires. De violents combats s'ensuivent qui feront de nombreux morts et blessés dans ce qui sera la dernière bataille de Santa Catarina dans la révolution de 1930. Un monument et une croix de bois rendent aujourd'hui hommage aux combattants.

## Drapeau
Le drapeau de la municipalité brésilienne d'Anitápolis est l'un des symboles officiels de la ville. Il est constitué d'un rectangle, coupé de trois bandes verticales, vert, blanc et rouge de gauche à droite. Au centre, dans la bande blanche, se trouve le blason d'Anitápolis. Dans ses proportions, il mesure 130 cm de longueur pour 90 cm de hauteur. Le vert et le blanc symbolisent la loyauté envers la fédération (couleurs du Brésil) et le rouge la loyauté envers l'État (couleur de Santa Catarina).

## Économie
L'économie de la ville est basée sur l'agriculture qui occupe 80 % de la population de la municipalité.

## Tourisme
Le relief de la municipalité et ses denses forêts lui permettent d'accueillir les pratiquants de nombreux sports de nature, parmi lesquels le rafting, l'escalade, la descente en rappel de cascades, la randonnée, etc.

## Culture
Plusieurs fêtes traditionnelles ont lieu tout au long de l'année dans la ville, parmi lesquelles, la « fête du colon » (festa do Colono en portugais), au mois d'octobre.

## Villes voisines
Anitápolis est voisine des municipalités (municípios) suivantes :
- Rancho Queimado
- Águas Mornas
- São Bonifácio
- Santa Rosa de Lima
- Urubici
- Bom Retiro
- Alfredo Wagner